# Повелителят на мухите
„Повелителят на мухите“ (на английски: Lord of the Flies) е алегоричен роман, написан от носителя на Нобеловата награда за литература Уилям Голдинг. Това е първият му роман и е публикуван през 1954. В него се разказва за група от млади момчета, които се оказват на безлюден остров след самолетна катастрофа и трябва да договорят социалните проблеми на сътрудничество и самоуправление. Тежките условия водят до доста крайни мерки.
Смята се, че творбата е класическо произведение, представител на следвоенната британска литература. Въпреки че първоначално не предизвиква интерес – продадени са по-малко от 3000 екземпляра в САЩ, по-късно книгата се превръща в бестселър.
Заглавието произхожда от името на Велзевул (от еврейското Baalzvuv בעל זבוב, тоест Повелителя на мухите), т.е. синоним на дявола. Питър Брук филмира романа през 1963, а през 1990 същото прави Хари Хук.